# Meloe gracilicornis
Meloe gracilicornis är en skalbaggsart som beskrevs av Champion 1891. Meloe gracilicornis ingår i släktet Meloe och familjen oljebaggar. Inga underarter finns listade i Catalogue of Life.